# Jacques de Rohan-Chabot
Jacques Fernand, conde de Rohan-Chabot (París, 5 de marzo de 1889 - ib., 9 de diciembre de 1958) fue un explorador francés.

## Biografía
Hijo de Auguste Fernand de Rohan-Chabot, conde de Jarnac, en 1911 dirigió una misión científica a Angola y Rodesia bajo el patrocinio de la Sociedad de Geografía de París, con el objetivo de estudiar las cuencas de los ríos Zambeze, Okavango, Kwilu y Kwando.
En mayo de 1912, salió de la ciudad angoleña de Moçâmedes y exploró el valle del río Cunene hasta diciembre. En 1913, dividió la misión en dos grupos, que debían encontrarse tras cruzar los ríos Kwilu (junio), Kwando (julio) y Zambeze (diciembre). Recorrieron cerca de siete mil kilómetros y se realizaron numerosas observaciones geodésicas, magnéticas geográficas, meteorológicas y etnológicas.  
En 1914, Rohan-Chabot regresó a Francia con importantes colecciones y numerosas fotografías. Se distinguió luego durante la Primera Guerra Mundial. Llegó a ser director general de la Cruz Roja en Francia, fue arrestado en abril de 1944 por los ocupantes alemanes y acusado de espionaje y resistencia, siendo salvado por intervención de Pierre Laval. 